# PlayStation 2

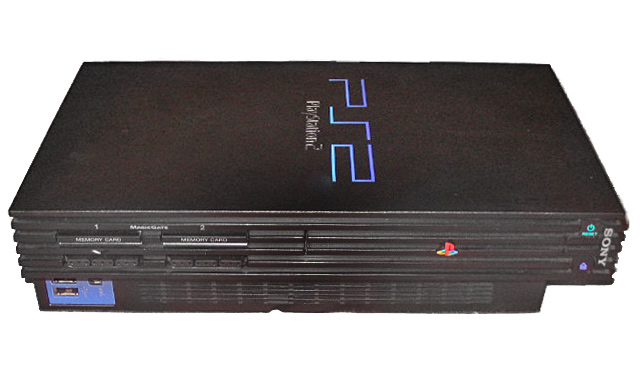
PlayStation 2

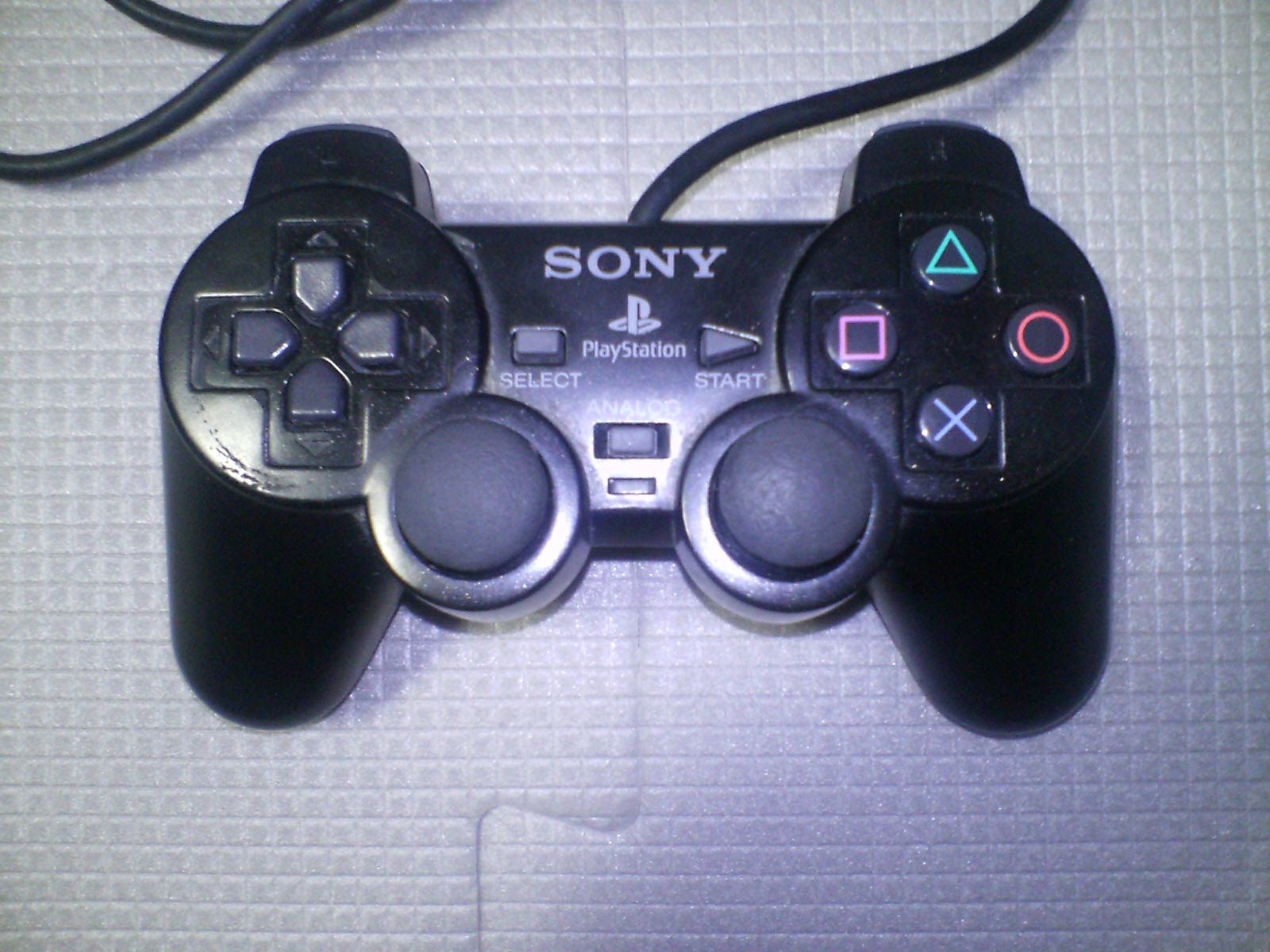
PlayStation 2 controller

PlayStation 2 (PS2) este o consolă de jocuri pe 128 biți, lansată de Sony Computer Entertainment în 2000. Sistemul a urmat PlayStation și a fost a doua consolă de jocuri a lui Sony. Cu toate că n-a fost prima consolă pe 128 biți (acest titlu aparține consolei Sega Dreamcast, lansată în 1998) și în ciuda faptului că adversarii GameCube, Xbox și Xbox 360 au sosit ulterior, PlayStation 2 a reușit să vândă mai mult decât primul PlayStation. În total, peste 106.000.000 de console au fost distribuite. Sistemul a fost urmat de PlayStation 3 în noiembrie 2006, totuși Sony a mai produs console PS2 până în ianuarie 2013.

## Istorie
Sony a anunțat PlayStation 2 pe 1 martie 1999, ca un competitor pentru consola Sega Dreamcast, ulterior pentru consolele GameCube de la Nintendo și Xbox de la Microsoft. Consola Dreamcast a avut o lansare de succes în America de Nord, având peste 500.000 cumpărate în două săptămâni de la lansare.
După lansarea Dreamcast în SUA, Sony a prezentat cel de-al doilea PlayStation la Tokyo Game Show, pe 20 septembrie 1999. Sony a arătat demonstrații jucabile ale viitoarelor jocuri incluzând Gran Turismo 2000 (lansat mai târziu sub numele de Gran Turismo 3:A-Spec) și Tekken Tag Tournament, ce au arătat capabilitățile grafice ale consolei.
PS2 a fost lansat în martie 2000 în Japonia, în octombrie în America de Nord și în noiembrie în Europa. În România, a fost lansat pe 15 martie 2001. În prima zi, s-au vândut console, jocuri și accesorii în valoare de peste 250 de milioane de dolari, învingând Dreamcast cu cele 97 de milioane de dolari de la lansarea consolei în 1998. După lansare, era greu să mai găsești un PlayStation 2, din cauza întârzierilor de producție. Alta cale de a cumpăra consola era prin magazinele online, cum erau Ebay, unde oamenii plăteau chiar și 1.000 de dolari pentru consolă. Inițial, PS2 a fost cumpărata pe baza brand-ului PlayStation și pentru compatibilitatea cu vechile jocuri de PS1, în Japonia fiind vândute 980.000 de console, la o zi după lansare. Având si funcționalitatea de dvd-player, consola fiind mai ieftina decât un dvd-player obișnuit, PS2 a intrat și pe piața home-cinema. 
Succes-ul consolei în 2000 a condus la probleme financiare pentru Sega, și la întreruperea fabricării consolei Dreamcast în martie 2001, la doar 18 luni după lansarea în SUA. PlayStation 2 a rămas singura consolă din a șasea generatie timp de 6 luni, până cănd au apărut noii competitori: Xbox și GameCube.  Multi analiști au predicat un lupta între cele trei console; Xbox având cel mai bun hardware, GameCube fiind cel mai ieftin, iar Nintendo a schimbat regulile pentru a încuraja developării three-party. Teoretic, PS2 avea cel mai slab hardware dintre cel trei, el a avut un inceput bun fiindca era compatibil cu jocurile de PlayStation, și fiindcă avea dvd-player integrat (Pentru Xbox trebuia un adaptor, iar GameCube nu era compatibil cu DVD-uri). La început, jocurile de PS2 erau considerate mediocre, dar asta s-a schimbat în sezonul sărbatorilor din 2001 cu lansarea a câteva blockbustere, care au ținut PS2 pe primul loc. Unele au fost lansate și pentru Xbox, printre care seria Grand Theft Auto și jocul Metal Gear Solid 2: Sons of Liberty.
Sony a redus prețul de la 299$ la 199$ în Statele Unite, făcând-ul la fel de ieftin ca GameCube și cu 100$ mai ieftin decât Xbox.În 2003, prețul a fost redus și în Japonia. În 2006, Sony a redus prețul din nou, din pricina lansării consolei PlayStation 3.
Sony nu a fost prea concentrat pe gaming-ul online, până în 2002, când au lansat PlayStation Network Adapter, ca un rival pentru Xbox Live.
În timpul lansării jocului Grand Theft Auto: San Andreas, Sony a lansat o noua versiune mai mică a consolei, sub numele de PlayStation 2 Slim. Pentru a face noile modele (SCPH-700xx-9000x), Sony a oprit producția vechiilor modele phat(SCPH-300xx-500xx), pentru a lăsa canalele de distribuție să termine stocul.

## Hardware
Jocurile sunt distribuite pe CD-ROM sau pe DVD-ROM. Prin urmare, consola poate reda CD-uri audio și DVD-uri cu filme, și este compatibil cu jocurile PlayStation. PS2 suportă și controlere sau memory-card-uri PS1, însă memory-card-urile merg numai cu jocuri PlayStation, iar controlerele s-ar putea să nu suporte toate funcțiunile pentru jocurile PS2.
Cardurile de memorie PS2 sunt de 8mb, insă există card-uri non-Sony ce pot stoca până la 64mb.
Consola folosește procesorul Emotion Engine, cu o performanța de 6.2 GFlops, și procesorul grafic  Graphics Synthesizer, cu un fillrate de 2.4 gigapixeli/secundă, capabil sa randeze până la 75 de milioane de poligoane pe secundă.

### Audio/Video
PS2 poate rula nativ jocuri la rezoluție 480i sau 480p. Unele jocuri precum Gran Turismo 4 sau Tourist Trophy suporta up-scaling-ul la 1080i. PS2 se poate conecta prin: composite (480i), S-Video (480i), RGB (480i/p), VGA, YPBPR (rulează nativ jocuri de PS1 la 240p).